# Cultura d'Afanasevo

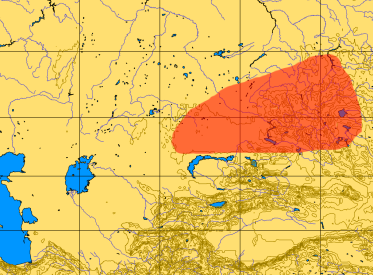
Cultura d'Afanasevo, al nord del Tarim, al III mil·lenni aC. El possible avantpassat dels tocaris tarim.

L'origen de la Cultura d'Afanasevo, determinat per estudis genètics recents, en el marc de les migracions indoeuropees.

La Cultura d'Afanasevo (o Afanasyevo) és una cultura del sud de Sibèria, datada d'entre el 3300-3200 i el 2600-2400 abans de la nostra era. Des d'un punt de vista arqueològic, expressa una cultura material de l'edat del coure.

## Extensió geogràfica
La Cultura d'Afanasevo és més coneguda per les recerques a la zona de Minussinsk, al sud del Krai de Krasnoiarsk, al sud de Sibèria; també, però, es troba a l'oest de Mongòlia, al nord de Xinjiang, a l'est i al centre del Kazakhstan, amb connexions o extensions amb el Tadjikistan i l'àrea del mar d'Aral, i fins i tot més a l'est fins a Xinjiang i més enllà a l'oest de la Xina per la Cultura de Qijia.

## Arqueologia
La Cultura d'Afanasevo és més coneguda pels seus enterraments, que solen constar de grups de túmuls redons (kurgans) de fins a 12 m de diàmetre cadascú, en què els difunts s'enterren en recintes cònics o rectangulars, sovint en posició estirada. Aquests enterraments tenen una notable semblança amb la Cultura Iamna, molt més occidental (al nord de la mar Negra), i en menor mesura amb la Cultura de les catacumbes i la Cultura de Poltavka, totes considerades indoeuropees, i part de la Cultura Kurgan, considerada per Marija Gimbutas la matriu dels pobles indoeuropeus. A més dels cementeris, també hi ha evidències d'alguns assentaments. Es documenten objectes metàl·lics (coure i bronze), així com la presència de vehicles amb rodes.
Aquesta cultura juga un paper important en l'arqueologia de l'Àsia oriental, perquè gràcies a ella la metal·lúrgia del bronze podria haver estat introduïda per primera vegada a la Xina. Tanmateix, no fou pas fins a la Cultura de Qijia a la Xina, en contacte amb el conjunt Seima-Turbino i la Cultura d'Andrónovo, que van ser posteriors a l'estepa, que començà l'edat del bronze a la Xina. La Cultura d'Afanasevo també dominava el treball de l'or i l'argent.

## Economia
L'economia sembla haver estat de pastoralisme seminòmada, amb la cria de bestiar boví, oví, cabrum i cavall, complementada amb la caça d'animals salvatges. És probable que els pastors que es van traslladar de les estepes occidentals a l'àrea de l'Altai gestionassen junts ovelles, cabres i bestiar. Les ovelles domesticades poden haver arribat a l'Altai quan els pastors de l'estepa occidental creuaren les regions estepàries del nord del Kazakhstan. Allà, els cavalls de Przewalski foren domesticats per comunitats de la Cultura de Botai-Borly entre el 3600 ae i el 3100 ae, que probablement s'estenia fins al sud-oest de Sibèria, on l'assentament de Novoilinka III reflecteix una economia de subsistència centrada en els cavalls.

## Genètica
Les mostres d'ADN autosòmic de les tombes de la Cultura d'Afanasevo s'estudiaren i publicaren el 2015 i el 2018. Revelen que els genomes d'aquesta població són notablement idèntics als de la Cultura iamna contemporània a l'estepa europea, a uns milers de quilòmetres de distància. Això ens obliga a considerar que la Cultura d'Afanasivo és un resultat directe d'una migració d'un grup de la Cultura iamna, sense cap intermediari ni barreja amb altres pobles. També es van poder determinar els haplotips del cromosoma Y de tres hòmens: tots tres són R1b, inclòs un R1b M269, els mateixos haplotips que els que es troben a la Cultura iamna.
Això també va permetre determinar que la Cultura d'Andrónovo, posteriorment a l'Àsia Central i també amb moltes característiques culturals i antropològiques indoeuropees, té una població genèticament molt propera a la de la Cultura d'Afanasevo, però que no es va originar en ella. La Cultura d'Andrónovo descendia de la Cultura de Sintaixtà, que al seu torn era una branca directa d'una migració de la Cultura de la ceràmica cordada del centre-nord d'Europa, que és una altra cultura indoeuropea també estretament relacionada amb la Cultura iamna (la població de ceràmica cordada també descendeix en gran manera genèticament de la Cultura iamna, però té una baixa barreja amb altres poblacions europees que li confereix una signatura genètica que la diferencia de les mostres de la Cultura iamna, i aquesta signatura es troba en mostres de les cultures de Sintaixtà i Andrónovo, però no en les de la Cultura d'Afanasevo). La Cultura d'Andrónovo és fruit d'una segona onada migratòria des d'Europa cap a l'Àsia Central, independent de la que havia generat la Cultura d'Afanasevo. Els haplotips Y trobats en la Cultura d'Andrónovo també ho confirmen, ja que són predominantment R1a, com els de la Cultura de la ceràmica cordada de l'Europa Central.
La dispersió primerenca dels pastors d'Afanasevo a Jungària va anar acompanyada d'un nivell substancial de barreja genètica amb les poblacions indígenes autòctones, un patró diferent del de la formació inicial de la Cultura d'Afanasevo al sud de Sibèria.

## Cultures posteriors
La Cultura d'Afanasevo va desaparéixer i fou a poc a poc substituïda per la Cultura d'Okunevo, en gran part d'origen siberià i suposadament no indoeuropea. Aquesta darrera fou substituïda per la Cultura d'Andrónovo, que constitueix una nova onada indoeuropea originada a Europa, i seria l'origen de la branca lingüística indoiraniana.

## Tocaris
El caràcter antic, indoeuropeu i oriental d'aquesta cultura la converteix en una bona candidata per al títol d'avantpassat de les poblacions tocàries (o Arśi-Kuči). Aquestes poblacions parlaven dues llengües indoeuropees relacionades amb la conca del Tarim (Xina occidental), encara en ús cap al final del I mil·lenni de la nostra era. Aquestes poblacions semblaven descendir del "poble de les mòmies del Tarim", que ja vivien al Tarim des de principis del II mil·lenni ae. Bernard Sergent opina que hi ha "certa consistència [en] la idea, defensada per James Mallory, que els Arśi-Kuči provenen de la cultura siberiana d'Afanasevo, i es van establir a l'àrea del Tarim molt abans que començàs l'expansió cap a Àsia, procedents de les mateixes àrees europees, dels parlants de llengües indoirànies".
Tanmateix, un estudi paleogenètic del 2021 revela que les mòmies del Tarim formen un grup genèticament aïllat, els avantpassats del qual es creu que van ocupar l'àrea del llac Baikal fa 9.000 anys. Els resultats de l'estudi no recolzen pas les hipòtesis prèvies que l'origen d'aquestes mòmies fos el de pastors de parla prototocariana, descendents de poblacions de la Cultura d'Afanasevo.
Tot i que no s'ha confirmat el vincle entre les mòmies del Tarim i la Cultura d'Afanasevo, la identificació entre la Cultura d'Afanasevo i els tocaris sembla confirmada per un estudi genètic (2018).